# 內爾峰

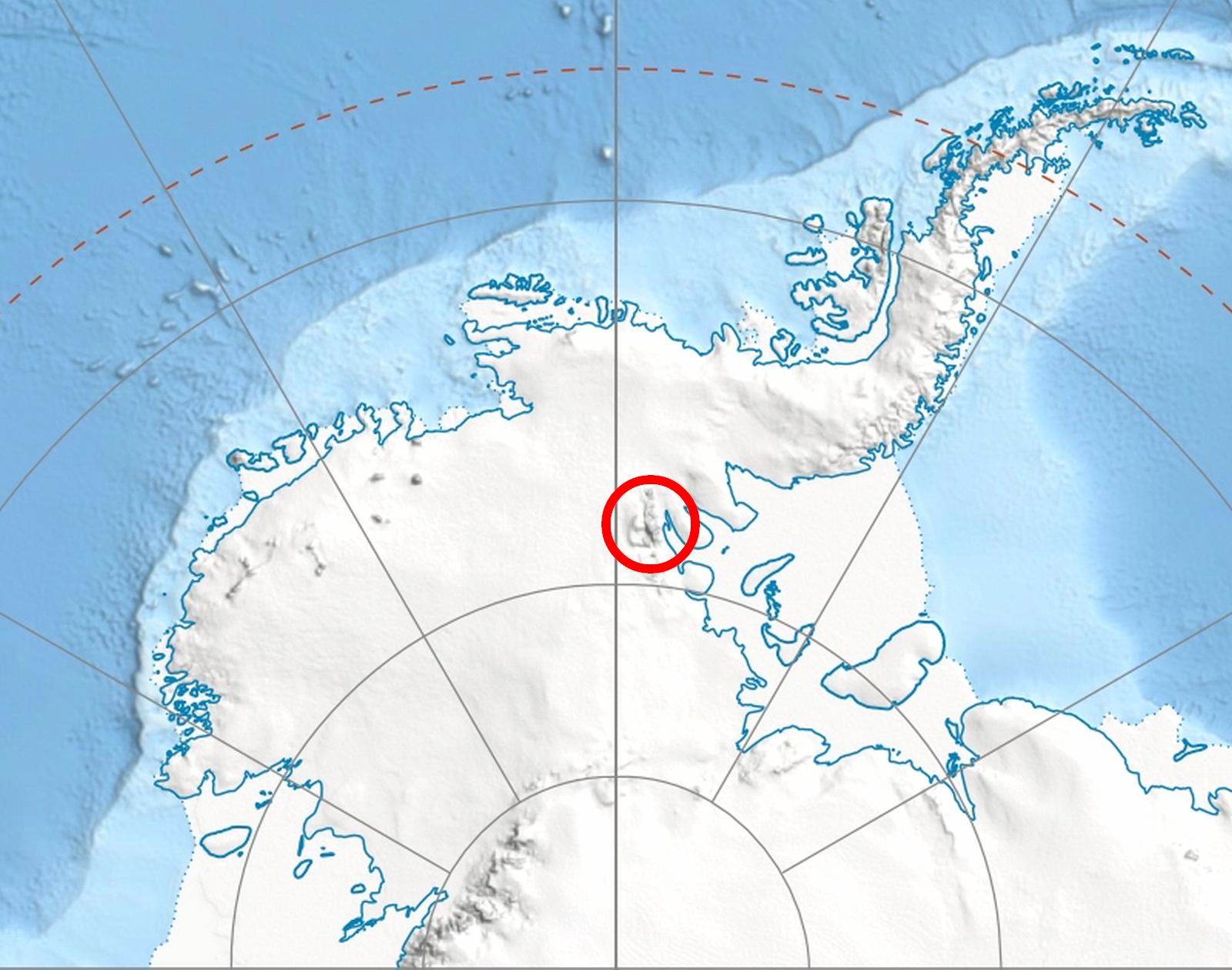

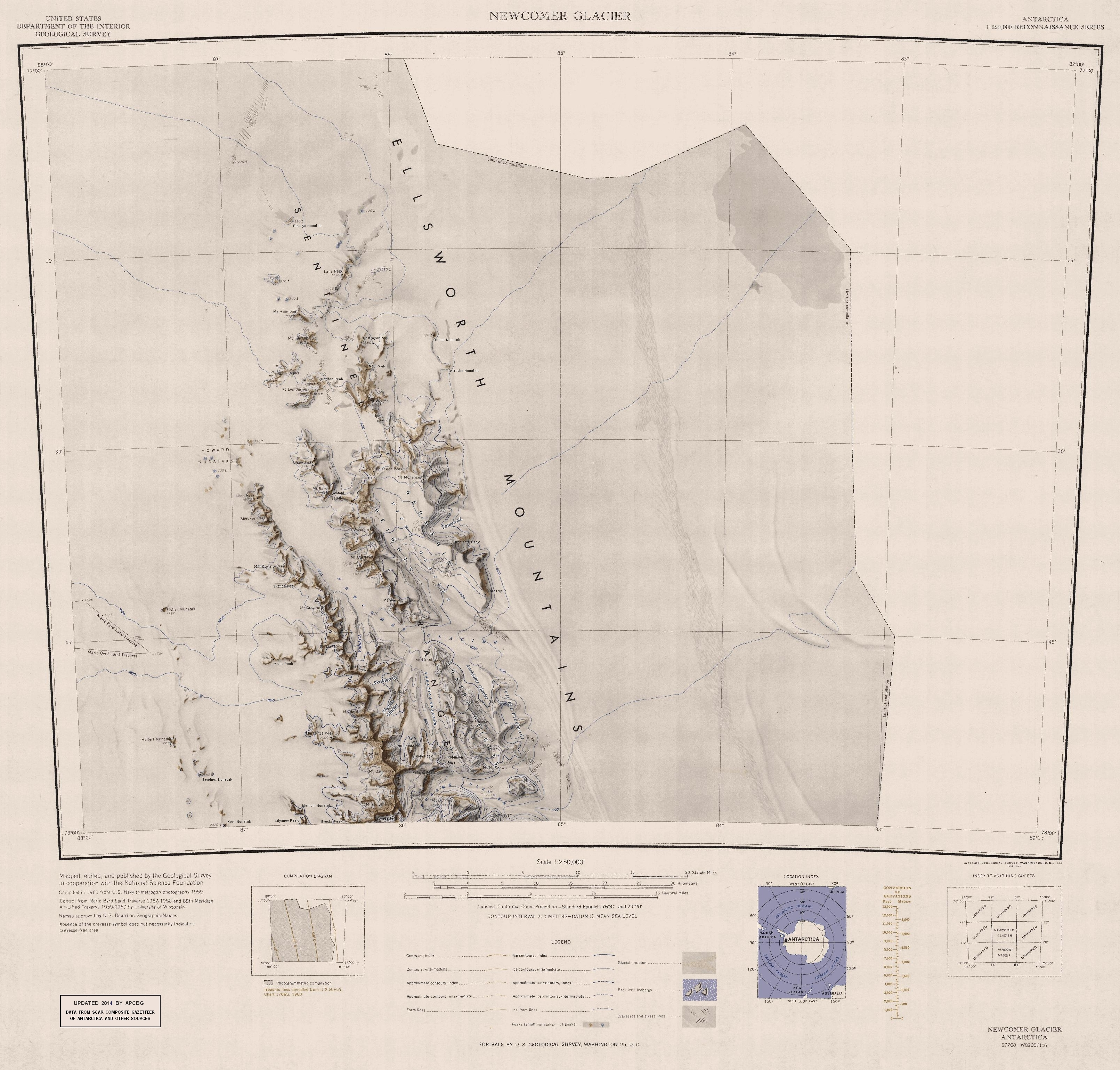

內爾峰（英語：Nell Peak），是南極洲的山峰，位於埃爾斯沃思地，處於威姆斯山以北4.93公里、林本納山東北面9.07公里、利亞沃格山東南面9.4公里和蘭茨峰以南14.4公里，以英國的地質學家命名，現時由南極條約體系管理。